# Зубейда (фильм)
«Зубейда́» (другое название «Рокова́я любо́вь», англ. Zubeidaa,  хинди ज़ुबैदा, урду زبیدہ‎) — индийский кинофильм-мелодрама 2001 года режиссёра Шьяма Бенегала. Фильм основан на реальных событиях жизни киноактрисы Зубейды Бегум (1926—1952), жены махараджи Джодхпура. Сценарий фильма написал её сын от первого брака — кинокритик и сценарист Халид Мохамед.

## Сюжет
Действие фильма начинается в Индии в 1952 году с похорон в мусульманской семье. Маленький мальчик Риззу  просит няню рассказать о маме Зубейде, которую он никогда не видел, так как был воспитан бабушкой.
Действие фильма продолжается в 1980 году. Журналист Риаз Масуд (Риззу) разыскивает сведения о своей матери Зубейде, для чего встречается с людьми, знавшими её, и пытается понять тайну её жизни и гибели. Постепенно Риаз  узнаёт, что его дед,  влиятельный кинопродюсер Сулейман Сетх, был против намерения своей единственной дочери стать  актрисой и танцовщицей. Сулейман Сетх выдал дочь замуж против её воли за сына своего друга, приехавшего из Пакистана. После рождения сына Риззу Зубейда некоторое время счастлива.  Однако жизнь в браке у Зубейды не сложилась, а после ссоры обоих семейств муж Зубейды потребовал развод и вернулся в Пакистан.
Вскоре после этого Роуз Девенпорт (Рози), любовница Сулеймана и подруга Зубейды, актриса и танцовщица, знакомит Зубейду с молодым правителем княжества Фатехпур — махараджей Виджейендрой Сингхом (Виктором). Зубейда и Виктор полюбили друг друга, но, поскольку Виктор женат,  является отцом двоих детей и не планирует разводиться, Зубейда соглашается стать его второй женой. Родители неохотно отпускают Зубейду  в Фатехпур с условием, что маленький Риззу останется с ними, чтобы продолжить их род.
В Фатехпуре Зубейда некоторое время счастлива с Виктором. Несмотря на это, Зубейде трудно смириться с правилам дворца Фатехпура, жизнь в котором проходит в строгом соответствии с  культурой, традициями и обычаями раджпутов. Кроме того, Зубейда  опасается сексуальных домогательств брата Виктора — Удай Сингха.  Виктор много времени уделяет государственным делам и занимается политикой, его первая жена Мандира Деви помогает мужу в делах. В отношениях Зубейды и Виктора наступает кризис,  Зубейда всё чаще бывает одна, чувствуя неудовлетворённость своей жизнью.   Однажды, когда Виктор и Мандира Деви  собираются лететь по делам в Дели,  Зубейда неожиданно для всех приезжает в аэропорт,  отталкивает Мандиру Деви и садится в самолёт с Виктором. Самолёт взрывается в воздухе, Зубейда и Виктор погибают. Причины этой авиакатастрофы остались невыясненными.
Фильм заканчивается тем, что Риаз Масуд с бабушкой Файязи, проливающей счастливые слёзы, смотрят единственную сохранившуюся запись с танцем Зубейды.

## В ролях
| Актёр          | Роль                                                         |
| -------------- | ------------------------------------------------------------ |
| Каришма Капур  | Зубейда                                                      |
| Манодж Баджпаи | Виджейендра Сингх (Виктор), махараджа Фатехпура              |
| Рекха          | махарани Мандира Деви, первая жена Виктора                   |
| Раджит Капур   | Риаз Масуд (Риззу), сын Зубейды                              |
| Парзан Дастур  | Риззу (Риаз Масуд), сын Зубейды в детстве                    |
| Амриш Пури     | Сулейман Сетх, отец Зубейды                                  |
| Сурекха Сикри  | Файязи, мать Зубейды                                         |
| Лиллит Дюбей   | Роуз Девенпорт (Рози), любовница Сулеймана и подруга Зубейды |
| Винод Шерават  | Мехбуб Аллам, первый муж Зубейды                             |
| С. М. Захир    | Саджид Масуд, отец Мехбуба Аллама                            |
| Фарида Джалал  | Маммо                                                        |
| Шакти Капур    | Хиралал, хореограф                                           |
| Рахул Сингх    | Удай Сингх, брат Виктора                                     |

## Съёмочная группа
- Режиссёр: Шьям Бенегал
- Продюсеры: Радж Пий, Фарух Rattonsey
- Сценаристы: Джавед Сиддики, Халид Мохамед
- Оператор: Раджан Котхари
- Художники: Самир Чанда, Пиа Бенегал  (по костюмам)
- Монтажёр: Асим Синха
- Композитор: Аллах Раха Рахман
- Стихи песен: Джавед Ахтар
- Песни за кадром исполняют: Лата Мангешкар, Кавита Кришнамурти, Алка Ягник, Удит Нараян, Суквиндер Сингх, Рича Шарма, хор
- Хореография:

## Саундтрек
| № | Песня                   | Исполнитель(и)                      |
| - | ----------------------- | ----------------------------------- |
| 1 | «Dheeme Dheeme»         | Кавита Кришнамурти                  |
| 2 | «Main Albeli»           | Кавита Кришнамурти, Суквиндер Сингх |
| 3 | «Mehndi Hai Rachnewali» | Алка Ягник                          |
| 4 | «So Gaye Hain»          | Лата Мангешкар                      |
| 5 | «Hai Na»                | Алка Ягник, Удит Нараян             |
| 6 | «Pyaara Sa Gaon»        | Лата Мангешкар                      |
| 7 | «So Gaye Hain»          | Лата Мангешкар, хор                 |
| 8 | «Chhodo More Baiyyan»   | Рича Шарма                          |

## Награды и номинации
- Национальная кинопремия за лучший фильм на хинди — Шьям Бенегал[1]
- Премия Национальной ассоциации кинематографистов Индии — Каришма Капур[источник не указан 3593 дня]
- Filmfare Award за лучшую женскую роль по мнению критиков — Каришма Капур[2]
- Номинация на Filmfare Award за лучшую женскую роль — Каришма Капур